# Медикал Лејк (Вашингтон)
Медикал Лејк (енгл. Medical Lake) град је у америчкој савезној држави Вашингтон. По попису становништва из 2010. у њему је живело 5.060 становника.

## Демографија
Према попису становништва из 2010. у граду је живело 5.060 становника, што је 1.302 (34,6%) становника више него 2000. године.
| Група             | 2000.         | 2010.         |
| Белци             | 3.239 (86,2%) | 4.314 (85,3%) |
| Афроамериканци    | 173 (4,6%)    | 118 (2,3%)    |
| Азијати           | 59 (1,6%)     | 101 (2,0%)    |
| Хиспаноамериканци | 155 (4,1%)    | 290 (5,7%)    |
| Укупно            | 3.758         | 5.060         |